# 조순탁
조순탁(趙淳卓, 1925년 1월 4일 - 1996년 4월 30일)은 대한민국의 이론물리학자이다. 본관은 순창. 호는 용봉(龍峰)이다.

## 학력[1]
- 1947 서울대학교 문리과대학 물리학과 이학학사
- 1949 서울대학교 대학원 물리학과 이학석사
- 1958 미국 미시간 대학교 물리학과 이학박사

## 주요경력
- 1949-1964 서울대학교 문리과대학 물리학과 전임강사, 조교수, 부교수, 정교수, 교무처장, 문리과대학 이학부장
- 1952-1996 한국물리학회 창립 발기인, 회원, 평의원, 부회장, 회장
- 1964-1974 서강대학교 물리학과 교수, 이공대학장
- 1973-1981 한국 원자력연구소 이사, 부이사장
- 1974-1980 한국과학기술원(KAIST) 원장
- 1980-1983 한국과학기술원(KAIST) 교수
- 1981-1996 대한민국 학술원 정회원
- 1983-1990 한양대학교 물리학과 교수, 교육대학원 원장
- 1995-1996 한국 과학기술 한림원 원로회원

## 생애 및 업적
한국 최초의 이론물리학자. 1958년 발표한 조-울렌벡 이론으로 국제적 명성을 얻음.
1925년 전라남도 순천에서 태어나 1944년 일본 제3고등학교를 졸업하고 일본 교토대학에 입학하였으나 이듬해 해방을 맞아 서울대학교 문리과대학 물리학과에 편입하여 1947년 제1회로 졸업하였다. 이후 1949년 동대학원에서 물리학 석사학위를 받고 그 해 서울대학교 물리학과의 전임강사로 부임하였다. 이 후 1964년까지 조교수, 부교수를 거쳐 교수로 재직하였다. 그 기간 중 1955년에는 미국 미시간 대학교로 유학하여 조지 울렌벡(George E. Uhlenbeck) 교수의 지도 아래 박사학위를 받았다. 박사학위 논문은 "고밀도기체의 운동론(The Kinetic Theory of Phenomena in Dense Gas)"으로 조-울렌벡 이론(Choh-Uhlenbeck Theory)이 담겨있는데 이 이론은 비평형통계역학 연구의 교과서적인 모형으로 기억되며 이 분야에서 새로운 지평을 열었다고 평가된다.

### 조-울렌벡 이론
그의 지도교수였던 조지 울렌벡 (George E. Uhlenbeck)의 이름을 함께 넣어 이른바 ‘조-울렌벡 이론’으로 널리 알려진 그의 이론은 비평형 통계역학 분야의 오랜 숙제를 해결했다.
1946년 러시아 학자 보골리보프(Bogoliubov)는 이상 기체의 운동을 기술하는 볼츠만 방정식을 바탕으로 실제 기체의 운동을 기술하는 방정식을 제시했다. 이 결과를 이차, 삼차 또는 보다 높은 차수의 충돌을 고려해 기체운동론을 전개할 수 있는 이론을 발전시켰다. 조-울렌벡 방정식은 밀도가 작지 않은 계에도 적용될 수 있도록 볼츠만 방정식을 일반화시킨 최초의 체계적인 기체 운동학 방정식이다.
20세기 미국 물리학 발전에 관한 계보를 살펴보면 통계물리학 분야의 경우 에렌페스트에서 출발하여 울렌벡을 거쳐 조순탁으로 이어진다. 지금까지 미국 물리학 발전 계보에 오른 한국인이 2명 있는데, 그 물리학자들이 바로 조순탁 교수와 이휘소 박사다.

### 교육자로 활약
서울대학교 설립 초기에 재학생이면서도 후배 학년의 강의를 맡았으며, 1958년 미시간 대학교에서 박사 학위를 받고 서울대학교에 계속 교수로 봉직하다가 1964년에 서강대학교로 옮겨 10년간 이공대학장 등을 역임하면서 후학 양성과 교육행정에 주력했다. 1973년에는 한국물리학회에 열 및 통계물리 분과를 창설했다. 후학들에게 교수로서 강의뿐만 아니라 특히 매주 토요일 오후에 모이는 ‘통계물리 세미나’를 다년간 주관하였다. 1974년에는 새로 설립된 한국과학원 원장으로 취임해 과학원이 안착하는데 큰 역할을 했다. 과학원 역사상 가장 오랜 기간인 6년간 원장직을 맡기도 했다. 1981년 학술원 회원이 된 후에는 고등학교 물리 교과서와 대학 및 대학원 수준의 통계물리 전문서적을 저술, 후학 교육에도 힘썼다. 서울대학교 교수, 서강대학교로 교수 및 이공대학장, 한국과학기술원(KAIST)원장, 한국표준연구소 부이사장, 통신기술연구소 부이사장 등을 거쳐 1983년 한양대학교 물리학과 교수로 취임 후 1990년 정년 퇴직할 때까지 교편을 잡았다.

## 상훈
- 1960 녹조 근조 훈장
- 1965 대한민국 학술원상(저작상)
- 1972 국민훈장 동백장
- 1986 성곡 학술문화상(자연과학부문)
- 1995 국민훈장 모란장
- 1995 제 5회 자랑스런 서울대인 선정
- 1996 국민훈장 무궁화장
- 2008 과학기술인 명예의 전당 헌정

## 참고자료
- 대한민국 과학기술유공자 홈페이지 [깨진 링크(과거 내용 찾기)]
- 한국 물리학의 씨앗 뿌린 개척자, 故 조순탁 전 한양대 교수 [깨진 링크(과거 내용 찾기)]

## 학계계보
루트비히 볼츠만 ⇒ 파울 에렌페스트 ⇒ 조지 윌렌베크(George Uhlenbeck) ⇒ 조순탁 